# Steve Renouf
Pour les articles homonymes, voir Renouf.
Pas d'image ? Cliquez ici

a Compétitions nationales et continentales officielles uniquement.

b Matchs officiels uniquement.
Steve Renouf, né le 8 juin 1970 à Murgon, est un ancien joueur de rugby à XIII australien évoluant au poste de centre dans les années 1990. Au cours de sa carrière, il a été international australien participant la Coupe du monde 1989-1992 et a été sélectionné aux Queensland Maroons pour le State of Origin dans les années 2000. En club, il reste fidèle toute sa carrière aux Brisbane Broncos avant de rejoindre en fin de carrière l'Angleterre et les Wigan Warriors.